# Sophie Scholl

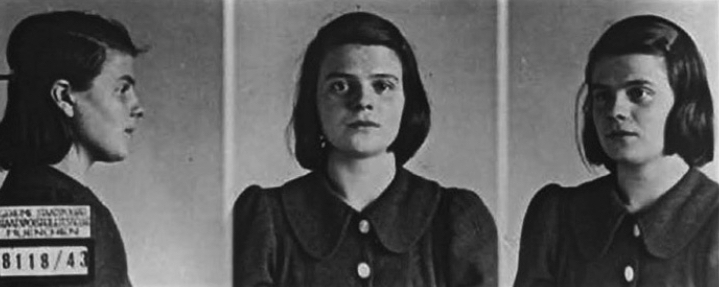
Fotografías de la Gestapo de Sophie Scholl tomadas después de su captura el 18 de febrero de 1943.

Sophia Magdalena Scholl (Forchtenberg, Baden-Wurtemberg, 9 de mayo de 1921-Múnich, 22 de febrero de 1943) fue una activista y militante de la resistencia en el movimiento Rosa Blanca (en alemán, Weisse Rose) en la Alemania nazi. Sería detenida por repartir octavillas contra Hitler siendo estudiante de biología y filosofía en la Universidad de Múnich. La condenaron a muerte por "alta traición" y fue ejecutada en la guillotina el mismo día. Su nombre permanece visible en el Walhalla de los alemanes ilustres.

## Infancia
En 1932, Sophie comenzó los estudios de secundaria en un colegio para chicas. A los doce años se la invitó a entrar en la Liga de Muchachas Alemanas (BDM por sus siglas en alemán), organización femenina de las Juventudes Hitlerianas, al igual que la mayoría de sus compañeras de clase. Su entusiasmo inicial fue transformándose gradualmente en actitud crítica. Ella estaba al tanto del punto de vista también crítico de su padre, de sus amigos y de algunos profesores.

## Durante la guerra

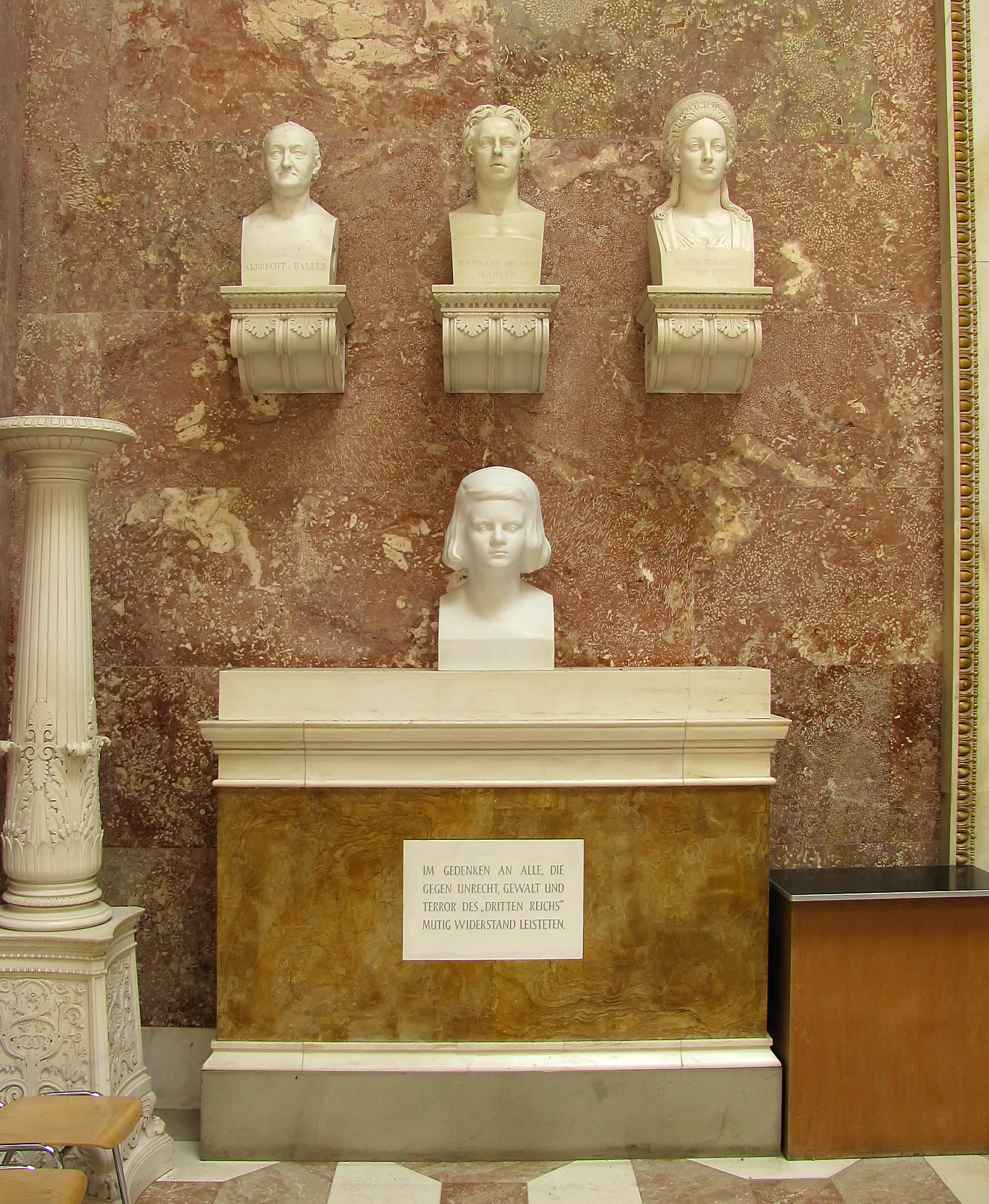
En el Walhalla de los alemanes ilustres.

En 1937 fue detenida durante unas horas, junto con sus hermanos, por la participación de su hermano Hans en la "Bündische Jugend", un movimiento de las juventudes alemanas que había sido ilegalizado. Este episodio la marcó fuertemente. Comprendió la visión agresiva del nazismo y se hizo tenaz opositora a la dictadura de Hitler.
Tenía talento para el dibujo y la pintura y, por vez primera, entró en contacto con los llamados «artistas degenerados». Era una ávida lectora que desarrolló un creciente interés por la Filosofía y por la Teología. Ello constituía su mundo alternativo al mundo nacionalsocialista.
En la primavera de 1940 finalizó sus estudios de secundaria. El tema de su examen de bachillerato (Abitur) fue «La mano que mece la cuna mueve el mundo».
Como le gustaban los niños, hizo unas prácticas como educadora en un jardín de infancia y en un sanatorio de niños, motivada por la esperanza de que le fuera reconocido como servicio alternativo al Servicio Alemán de Trabajo (Reichsarbeitsdienst, RAD), requisito obligatorio para acceder a la Universidad. No fue así y, en la primavera de 1941, empezó un periodo de seis meses en el servicio auxiliar de la guerra, como profesora de jardín de infancia en Blumberg. El régimen de corte militar la llevó a reflexionar sobre la situación política y comenzó a practicar la resistencia pasiva.
Tras los seis meses en el RAD, en mayo de 1942 se matriculó en la Universidad de Múnich como estudiante de biología y filosofía.
Su hermano Hans Scholl, que estaba estudiando medicina allí, le presentó a sus amigos, los cuales, aunque fueron conocidos a la larga por su postura política, inicialmente se reunían por su común interés por el arte, la música, la literatura, filosofía y teología —también tenían su importancia las excursiones en la montaña, esquí y natación— y a menudo asistían a conciertos, representaciones de obras y conferencias.
En Múnich, Sophie se reunió con un buen número de artistas, escritores y filósofos, especialmente Carl Muth y Theodor Haecker, que fueron importantes contactos para ella y sus creencias cristianas. La pregunta que más debatían era acerca de cómo debía actuar un individuo bajo una dictadura.
Durante las vacaciones del verano de 1942, Sophie Scholl tuvo que realizar trabajos de guerra en una planta metalúrgica de Ulm. Al mismo tiempo, su padre estaba en prisión por un comentario crítico que le hizo a un empleado sobre Hitler.

## La Rosa Blanca

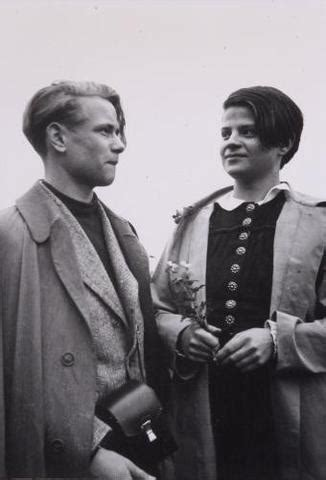
Werner Scholl con Sophie Scholl

Empezaron a aparecer en Múnich varias pintadas en las paredes y panfletos en la Universidad sobre un movimiento opuesto a la guerra, denominado "La Rosa Blanca". Sophie se sintió atraída de inmediato por este movimiento y hasta semanas después no se enteró de que su hermano Hans Scholl y sus amigos eran los miembros de este grupo, que había comenzado con cinco integrantes y se extendió rápidamente por toda Alemania. Fue Sophie la encargada de captar al profesor Kurt Huber para el movimiento.
Con su apariencia inofensiva y discreto atractivo, Sophie se encargó de trasladar a otras ciudades propaganda del movimiento y ayudar a conformar células a nivel nacional. La Gestapo, policía política nazi, orientó pronto sus investigaciones contra el grupo, aunque sin tener una pista.

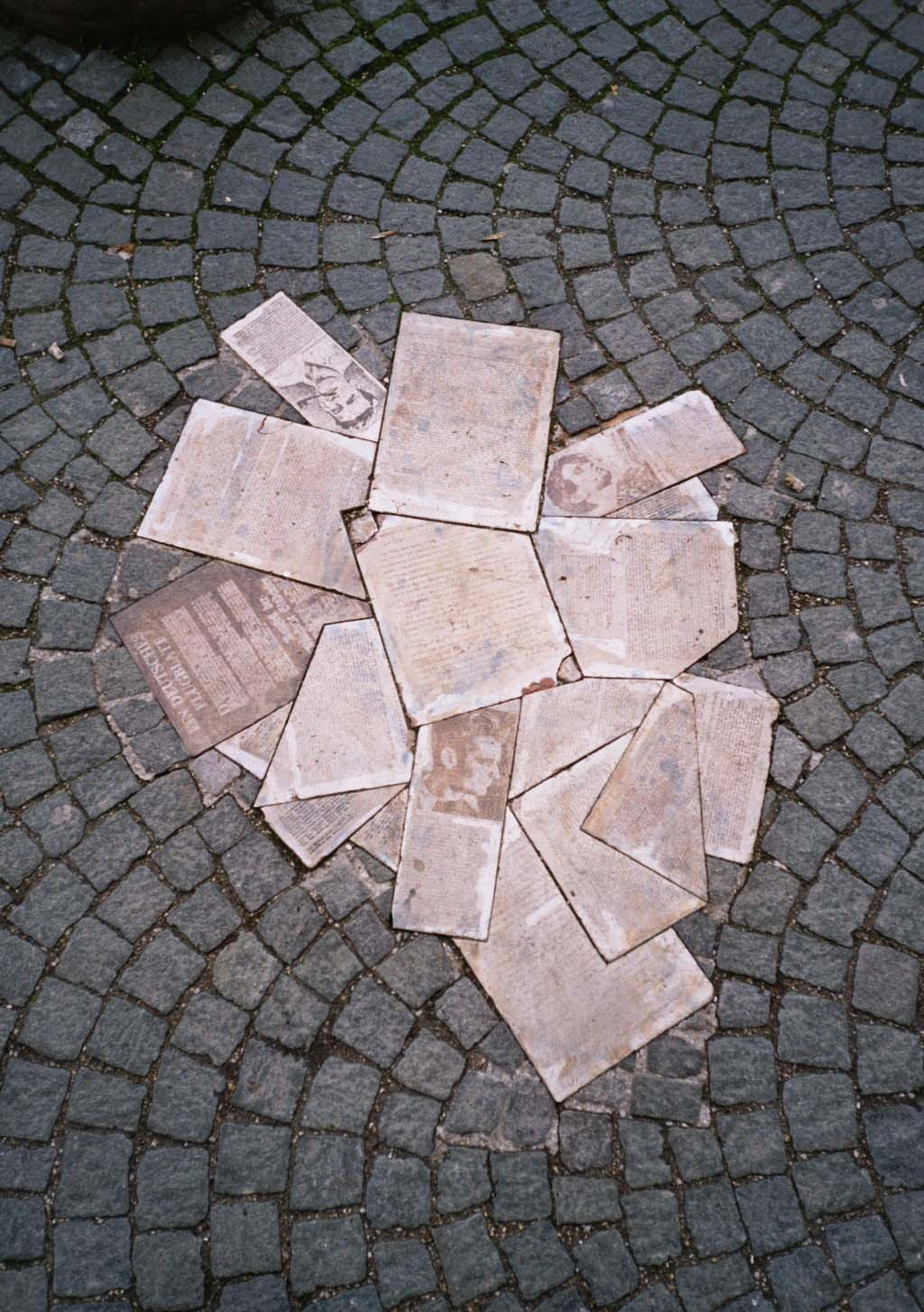
Monumento a Sophie y Hans Scholl y la "Rosa Blanca" frente a la Universidad de Múnich, con folletos del grupo

Hans Scholl y su hermana Sophie lideraban al resto del grupo, que incluía a Christoph Probst, Alexander Schmorell y Willi Graf. El profesor Kurt Huber preparó las dos últimas series de folletos que distribuyeron los muchachos.
Los varones de la Rosa Blanca eran veteranos de guerra, pues habían luchado tanto en el frente francés como en el ruso. Habían sido testigos de las atrocidades nazis, en el campo de batalla, y eran conscientes de que el revés que la Wehrmacht había sufrido en Stalingrado podría eventualmente llevar a Alemania a la derrota.
Tras un largo intervalo de inactividad en la segunda mitad de julio de 1942, la Rosa Blanca tomó una postura más enérgica contra Hitler en febrero de 1943, repartiendo las dos últimas series de folletos y pintando eslóganes antinazis a lo largo de Múnich, en las puertas de la Universidad ("¡Fuera Hitler!").
La última distribución tuvo lugar en la Universidad, la mañana del 18 de febrero de 1943, a fin de coincidir con la salida de clase de los estudiantes.
Con la mayoría de los folletos ya repartidos en lugares importantes, Sophie Scholl tomó la decisión de subir las escaleras hasta lo alto del atrio y lanzar los últimos folletos sobre los estudiantes. Fue vista por un conserje, miembro del partido Nazi, que cerró las puertas del edificio de la universidad encerrando a los hermanos Scholl mientras llamaba por teléfono a agentes de la Gestapo, que los arrestaron. Los otros miembros activos cayeron pronto en redadas que hicieron a los amigos de Hans y Sophie, siendo sometidos a interrogatorio tanto el grupo como todos los relacionados con ellos.

## Ejecución

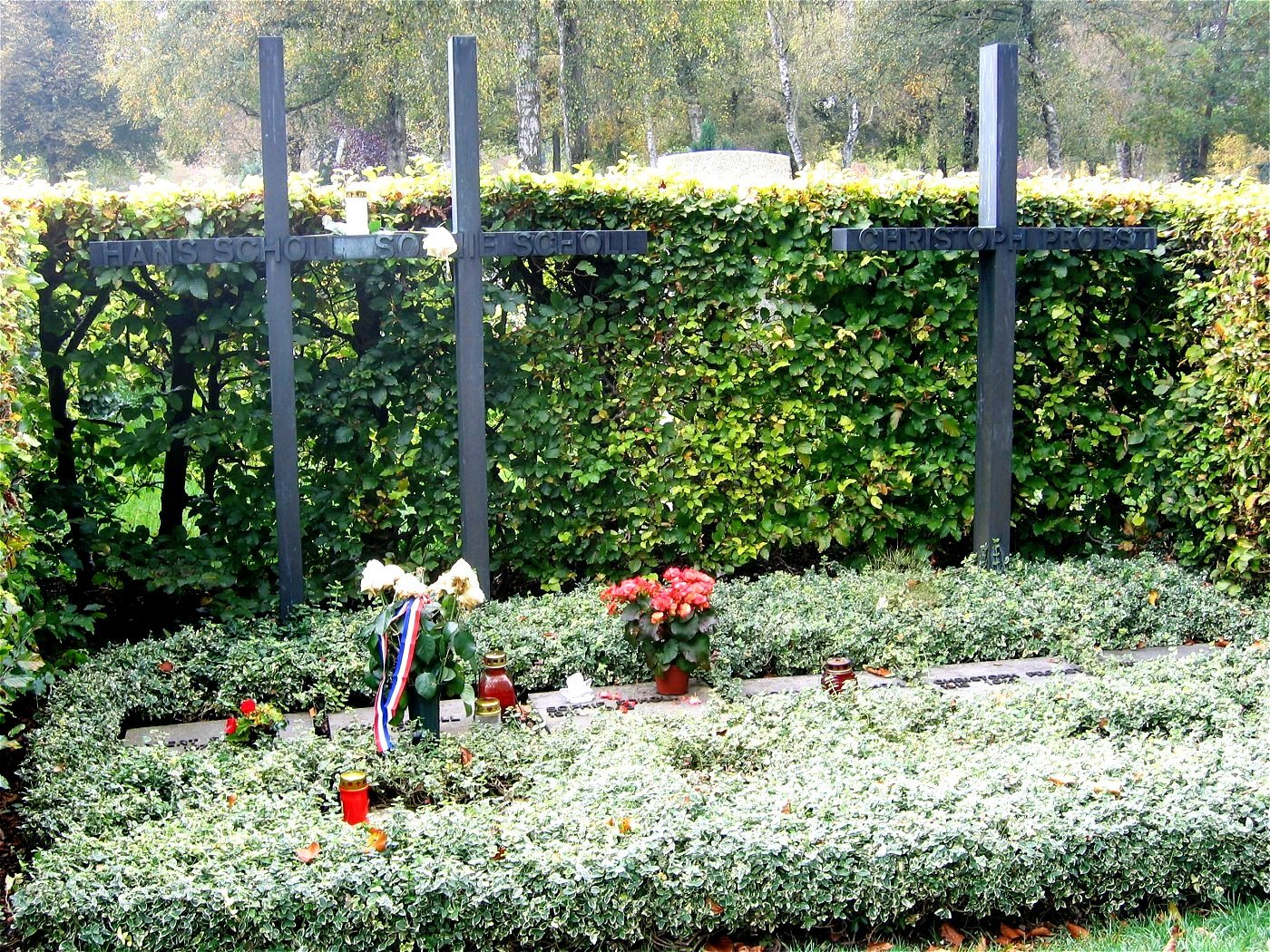
Las tumbas de Sophie y Hans Scholl y Christoph Probst, cementerio Perlacher Forst, Múnich.

La Gestapo colocó a una prisionera política alemana, de nombre Elsa Gebel, para espiar a Sophie con la intención de obtener más nombres de miembros del grupo. Sin embargo, Elsa fue captada por el movimiento y cambió sus convicciones ante la dictadura, a la cual no proporcionó información alguna. Tras la guerra, dirigió una carta a los padres de Sophie, a quienes hizo saber que, durante los últimos cinco días de la vida de su hija, le había cambiado toda su forma de pensar y marcado para siempre.
Los Scholl y Probst fueron los primeros en comparecer ante el tribunal, el 22 de febrero de 1943. Roland Freisler, Juez Supremo del Tribunal del Pueblo o Volksgerichtshof de Alemania, los acusó de traición y fueron condenados a morir en la guillotina ese mismo día. Extrañamente, a los Scholl y a Probst se les permitió compartir varios minutos a solas antes de que se cumpliera la sentencia. Sus últimas palabras, justo antes de ser llevada a la guillotina, fueron: "Sus cabezas caerán también".
Los otros miembros clave del grupo fueron decapitados más tarde aquel verano. Amigos y colegas de la Rosa Blanca, aquellos que habían ayudado a preparar y distribuir los folletos, así como recaudado dinero para la viuda e hijos pequeños de Probst, fueron sentenciados a penas de prisión entre los seis meses y los diez años.
No obstante, la organización continuó operando: elaboró un séptimo panfleto y creció en células clandestinas con el objeto de hacer aumentar la resistencia contra el régimen nazi.

## En la cultura
"La Rosa Blanca" es sinónimo de lucha por la libertad y muchas calles, parques, avenidas y escuelas de Alemania llevan el nombre de los hermanos Scholl. En años posteriores a su muerte, los Scholl han sido inmortalizados en el cine y en el teatro, siendo la actriz alemana Lena Stolze quien interpretó a Sophie Scholl en "La Rosa Blanca" (1982) y en "Los últimos cinco días", donde se narran los últimos días entre Sophie y Elsa Gebel.
En febrero de 2005 salió a la luz una nueva película sobre la figura de Sophie Scholl: Sophie Scholl - Los últimos días, donde la actriz Julia Jentsch interpreta a Sophie. Basada en entrevistas con supervivientes y transcripciones que permanecieron ocultas en los archivos de la RDA hasta 1990, fue nominada al Oscar a la mejor película extranjera en 2006.
En 2022 fue lanzada la miniserie documental de 6 capítulos llamada ''Mujeres que hicieron historia'', donde cada capítulo se dedica a un personaje de la historia. El capítulo 6 se trata de Sophie Scholl y el movimiento Rosa Blanca, narrando desde sus inicios hasta su muerte en 1943. La actriz Lisa Liv Fries interpreta a Sophie Scholl. Fue mostrado en diversas plataformas y canales de TV, como History Channel y Youtube. 